# Marion Becker
Marion Becker (nata Marion Steiner; Amburgo, 21 gennaio 1950) è un'ex giavellottista tedesca.

## Palmarès
| Anno                                   | Manifestazione  | Sede     | Evento                 | Risultato | Prestazione | Note |
| -------------------------------------- | --------------- | -------- | ---------------------- | --------- | ----------- | ---- |
| In rappresentanza della Romania        |                 |          |                        |           |             |      |
| 1972                                   | Giochi olimpici | Monaco   | Lancio del giavellotto | 17ª       | 50,74 m     |      |
| In rappresentanza della Germania Ovest |                 |          |                        |           |             |      |
| 1976                                   | Giochi olimpici | Montréal | Lancio del giavellotto | Argento   | 64,70 m     |      |